# فهرست مفاهیم ریاضی
فهرستی از مفاهیم دانش ریاضیات

## فهرست
- اتحادها
- احتمال
- احتمالات
- اعداد اصلی
- اعداد گنگ یا اصم
- اعداد پی-ادیک
- اعداد جبری
- اعداد حسابی
- اعداد حقیقی
- اعداد صحیح
- اعداد طبیعی
- اعداد کسری
- اعداد گنگ
- اعداد گویا
- اعداد متعالی
- اعداد مختلط
- اعداد مرکب
- آخرین قضیه فرما
- آمار
- آنالیز تابعی
- آنالیز ترکیبی
- آنالیز حقیقی
- آنالیز ریاضی
- آنالیز عددی
- آنالیز مختلط
- آنالیز هارمونیک
- بهینه‌سازی
- بینهایت
- ترکیبیات
- توان (ریاضی)
- توپولوژی جبری
- توپولوژی دیفرانسیل
- توپولوژی
- جبر خطی
- جبر مجرد
- جبر
- ریشه دوم
- حجم
- حدس ریمان
- حدس گلدباخ
- حساب برداری
- حساب
- حسابان
- رادیکال
- رمزنگاری
- ریاضیات گسسته
- ریاضیات مالی
- ریاضیات مالی
- ژئوریاضی
- عدد ای
- عدد پی
- عدد پی
- عدد
- فرایندهای تصادفی
- فرض پیوستار
- قضایای ناتمامیت گودل
- قضیه اساسی جبر
- قضیه اساسی حسابان
- قضیه اساسی علم حساب
- قضیه چهاررنگ
- قضیه حد مرکزی
- قضیه فیثاغورث

- کواترنیون‌ها
- لم زرن
- متری
- مثلثات
- محیط
- مساحت
- معادلات دیفرانسیل
- نظریه اعداد
- نظریه بازی‌ها
- نظریه حلقه‌ها
- نظریه گالوا
- نظریه گراف
- نظریه گروه‌ها
- نظریه مجموعه‌ها
- نظریه محاسبات
- هندسه اقلیدسی
- هندسه آفین
- هندسه برخالی
- هندسه تصویری
- هندسه جبری
- هندسه دیفرانسیل
- هندسه فضایی
- هندسه مسطحه
- هندسه نااقلیدسی
- هندسه هذلولوی
- هندسه
- جبر
- مثلثات
- هندسه
- معادله
- متغیر
- مثلث
- مثلث قائم‌الزاویه
- مثلث متساوی‌الاضلاع
- مثلث متساوی‌الساقین
- تقسیم
- ضرب
- تفریق
- جمع
- مربع
- متوازی الاضلاع
- دایره
- لوزی
- ذوزنقه
- مستطیل
- منشور
- زاویه
- زاویه حاده
- زاویه قائمه
- زاویه منفرجه
- ترانهاده
- تراگذری
- هرم
- ماتریس
- حسابان
- مخروط
- تابع
- مشتق
- انتگرال
- حد
- تانژانت
- کتانژانت
- سینوس
- کسینوس

- مجانب
- اعداد اول